# محمد التوحيدي
محمد التوحيدي (بالفارسية: محمد توحیدی) هو إمام مسلم يعيشُ في أستراليا ويصفُ نفسه بالمُصلح الإسلامي.

## النشأة والتعليم
التوحيدي هو مسلم شيعي من أصل عراقي لكنّه وُلد في قم بإيران في عام 1982 أو 1983. هاجرت عائلته إلى أستراليا عندما كان عمره 12 عامًا؛ وحضرَ الكلية الإسلامية الأسترالية في بيرث. في عام 2009؛ بدأَ دراستهُ في جامعة المصطفى العالمية في مدينة قم للحصول على درجة البكالوريوس في الدراسات الإسلاميّة لكنه انسحب في عام 2012. درسّ وتخرّج من حوزة قم، كما ردسَ في مدينة كربلاء بالعراق. عمل لاحقًا في إحدى المحطات التلفزيونية التي كان يديرها الشيرازي، وفي عام 2015؛ عاد محمد إلى أستراليا وبالضبطِ إلى مدينة أديلايد. يُجيد التوحيدي عددًا من اللغات بما في ذلك العربية والإنجليزية والفارسية. خلال وجودهِ في العراق؛ كان التوحيدي يعملُ لصالحِ الشيرازي الذي كان يشغلُ منصب مرجعية دينية وبالرغمِ من أنّ التوحيدي يرى في نفسهِ إمامًا لكنّ مجلس الأئمة الوطني الأسترالي لم يعترف بهِ ونفس الأمر فعلتهُ باقي المجالس في جنوب أستراليا.
التوحيدي هو رئيس الجمعية الإسلامية في جنوب أستراليا، التي أسَّسها في عام 2016، وقد كانَ يكتب بشكل غير منتظمٍ لصحيفة هافينغتون بوست منذ كانون الثاني/يناير 2016، حيثُ يشير إلى نفسه باسم «إمام السلام» وهو نفس المُعرّف الذي يستخدمه على حسابهِ الرسمي في موقع التدوين المُصغّر تويتر.

## الآراء
يعتقد التوحيدي أنه يجبُ «إصلاح» الإسلام من أجل بقائه؛ كما يرى بأنّه يجب حظر بعض النصوص الإسلامية وخاصة تلك التي وردت في صحيح البخاري مُدعيًا أنها تُستخدم كأساس أيديولوجي لأعمال الإرهاب. يدعم محمّد التوحيدي أيضَا ترحيلَ من يصفهم «بالقادة الإسلاميين المتطرفين» من أستراليا. في وقتٍ ما؛ دعا التوحيدي إلى تشكيل هيئة للتحقيقِ في انتشار الوهابية والسلفية والجماعات المتطرفة مثلَ حزب التحرير، كما أكّد أنه يُعارض المسلمين الذين يقدمون مبررات للعنف المنزلي وقتل المرتدين، فضلًا عن دعمهِ للحد من بناء المساجد،  وقالَ ذات مرّة أن فلسطين أرض يهودية.
دعمَ التوحيدي وجهة نظر آيان هرسي علي بضرورة إغلاق المدارس الإسلامية أو تغييرها بالكامل لأسباب أمنية، بعد الإدلاء بهذه التعليقات؛ ادعى التوحيدي أنّه طلب من الشرطة حمايته ومرافقته خلال تحرّكاته خوفًا من «انتقام المجتمع المسلم» منه، ومع ذلك قالَ متحدث باسمِ الشرطة الأسترالية أن هذه الأخيرة لم تُرافق أيّ شخصٍ من و/أو إلى المسجد أو أيّ مكانٍ مشابه.
ينتقدُ التوحيدي الكيفيّة التي تُعامل بها النساء في الدول الإسلامية، كما ينتقدُ بعض الرجال المسلمين في أستراليا على غِرار المُعَدِّدِين. اقترح التوحيدي على السياسيات الأستراليات ألا يرتدينَ الحجاب عندما يزرنَ إحدى البلدان ذات الأغلبية المسلمة، ودعا إلى تعيين النساء في مجلس الأئمة الوطني الأسترالي. يرى محمّد التوحيدي أن جميع أعمال الإرهاب مُدانة حسبَ القرآن، وسبقَ له وأن شجب تنظيم الدولة الإسلامية (داعش) حيثُ اعتبرها هَيئة متطرفة لا تمثل الإسلام. في حزيران/يونيو 2017؛ وبعدّ هجمات لندن وصفَ التوحيدي داعش بأنه بمثابة «سرطان» أصابَ الدين الإسلامي.

## اهتمام وسائل الاعلام
أصدرَ التوحيدي في آذار/مارس 2016 بيانًا بخصوص رجل كانَ قد أُطلق سراحه بكفالة بعد أن أمسك بحجاب امرأة على متن حافلة في أديليد حيث قال: «إذا لم تمنع قوانين الحكومة مثل هذه الاعتداءات؛ فإنني أخشى أن يأتي يومٌ يمكن فيه للجالية المسلمة أن تأخذ الأمور بأيديها لحماية نساءها وأمهاتها.» ذكر في بيانه أيضًا إنه يتعين على الحكومة الأسترالية مراجعة قوانينها المتعلقة بالحجاب. وأوضحَ التوحيدي في وقتٍ لاحق أن بيانه لم يكن المقصود منه التهديد بل إنّه غير راضٍ على الطريقة التي صُوّرت بها تصريحاته من قِبل ABC ودايلي ميل الأسترالية. عادَ فيما بعد ليؤكّد على أن التفسير الخاطئ من قِبل وسائل الإعلام ألهمهُ لتأسيس منظمة «الأئمة من أجل السلام».
في وقتٍ لاحقٍ من عام 2016؛ حضرَ التوحيدي قمّة التحالف العالمي للأديان من أجل السلام في كوريا الجنوبية. حينها قالَ التوحيدي «إن قمة التحالف العالمي للأديانِ من أجل السلام هي حدثٌ يباركه الله لأنه رغبة كل شخص متديّنٍ في تحقيق السلام من خلال تحالفٍ في دين واحد.»
أثارَ التوحيدي في شُباط/فبراير 2017 الكثير منَ الجدل عندما ظهر في إحدى حلقات برنامج محليّ في أستراليا؛ حيثُ أكّد على أن من وصفهم بـ «المتطرفين الإسلاميين» كانوا يتآمرون لإقامة دولة خلافة في أستراليا، كما ادعى أن هؤلاء «المتطرفين» خططوا لزيادة عدد السكان المسلمين في البلد وإعادة تسمية الشوارع باسمِ عددٍ من «الإرهابيين الإسلاميين»، مُختتمًا حديثه بالدعوة إلى إنشاء هيئة حكومية للتحقيق في أفكارِ «المجتمع المسلم».
انتقدَ التوحيدي الغالبية السنية في إندونيسيا في عددٍ من المرات قبل أن يُقرّر في تشرين الأوّل/أكتوبر 2015 زيارة البلد الذي رفض دخوله؛ وذلك بعدما وصفتهُ منظمة إسلامية سنيّة بـ «الشيعي المتطرف»، فيما وصفتهُ منظمة إسلامية شيعية أخرى محليّة في بيانٍ لها بـ «التكفيري» رافضةً وجوده في إندونيسيا، بدعوى أنهُ سيقوض الجهود المبذولة لتحقيق وحدة المسلمين في مواجهة الصهيونية.
بحلول أيّار/مايو 2017؛ ظهر التوحيدي من جديد في برنامج محلّي أسترالي وذلك لمُناقشة هجوم مانشستر أرينا. ادعى محمّد التوحيدي حينها أن العديد من الشباب المسلم يتمّ دفعهم للاعتقاد بأن قتل «الكفار» سيسمح لهم بالدخول للجنّة كما أكّدَ على أن مهاجم مانشستر كان يعتقد أنه سيذهب إلى الجنة لذلك فعلَ ما فعل.